# 2021年4月

## 4月1日
- 香港高等法院頒布「煞停警黑亂港 落實五大訴求」集會的裁決，裁定早前不認罪的黎智英、李柱銘、李卓人、吳靄儀、梁國雄、何俊仁、何秀蘭等七人「組織未經批准集結罪」、「明知而參與未經批准集結罪」罪名成立。[1]
- 荷兰政府允许约3500名现场观众前往鹿特丹阿侯伊體育館观看2021年欧洲歌唱大赛。[2]

## 4月2日
- 2021年太魯閣號出軌事故：載有近500名乘客的台鐵太魯閣列車408車次行經花蓮縣秀林鄉清水隧道時與自路線上方溜逸之工程車相撞而出軌，造成49人死亡、218人受傷，為台鐵成立及中華民國政府遷台以來死傷最慘重的鐵路事故。[3]
- 美国国会山庄遭汽车冲撞，一名警察死亡，一名警察受伤，嫌犯中枪后送院死亡[4]。
- 於2021年2月11日接受第二劑俄羅斯「衛星-V」疫苗注射的阿根廷總統阿尔韦托·费尔南德斯宣佈確診2019冠状病毒病[5]。
- 尼日尔争取民主和社会主义党當選人穆罕默德·巴祖姆在首都宣誓就任尼日尔总统[6]。
- 美國國務卿安東尼·布林肯宣布取消對調查阿富汗戰爭的國際刑事法院首席檢察官法圖·本蘇達的制裁[7]。

## 4月4日
- 2021年4月保加利亞議會選舉進行投票。[8]
- 在科索沃议会獲得71票支持的韋約莎·奧斯曼尼當選新任科索沃总统。[9]
- 埃及首都開羅舉行盛大遊行，移送22具包括著名的拉美西斯二世在內，有逾3000年歷史的古埃及法老和王后的木乃伊，由埃及博物館移送到新開設的埃及文明博物館。[10]

## 4月5日
- 越南第十四屆國會第十一次會議選舉阮春福為新一任越南國家主席，任命范明政為越南政府總理，他們與越共中央總書記阮富仲和越南國會主席王廷惠一起組成新的核心領導班子。[11]
- 保加利亞總理博伊科·鮑里索夫領導的歐洲發展公民黨在2021年議會選舉中贏得多數席次，但是席次並未過半[12]。
- 俄罗斯总统弗拉基米尔·普京签署宪法修正案中更改总统任期限制的法律，總統當選次數在新法生效後從零重新計算，從而使他本人最多可连任四届。[13]
- 美国最高法院以6對2的票數判決谷歌在「甲骨文诉谷歌Java侵权案」勝訴。[14]
- 韩国LG集团宣布退出智能手机市场，决定依据是产品销量不佳且缺乏市场竞争力，成为首个退市的大型手机品牌。[15]

## 4月6日
- 2021年格陵蘭大選進行投票。[16]
- 朝鲜以2019冠状病毒病疫情为由，宣布不会参加2020年东京奥运会。[17]

## 4月7日
- 2021年大韓民國補選進行投票。執政黨共同民主党在首爾市長和釜山市長補選均敗選。[18]

## 4月8日
- 埃及學家札希·哈瓦斯宣佈在樂蜀附近發現一座有3000年歷史的「失落黃金城」。該城可追溯至前14世紀法老阿蒙霍特普三世在位時期。[19]
- 三名中国贵州籍男子因绑架、抢劫在缅甸佤邦的公判大会上被判处枪决。[20]

## 4月9日
- 英国女王伊丽莎白二世丈夫爱丁堡公爵菲利普亲王于温莎城堡离世，享年99岁。[21]
- 2021年吉布提總統選舉進行投票。[22]
- 2021年薩摩亞大選進行投票。[23]
- 加勒比海圣文森特岛苏弗里耶尔火山發生爆裂式噴發。[24]
- 日本政府基本决定将福岛第一核电站的核污水排入大海。[25]
- 位于中国云南和四川交界处金沙江峡谷的白鹤滩水电站近日开始蓄水，将成为仅次于三峡水电站的世界装机容量排名第二的水电站。[26]

## 4月10日
- 阿里巴巴集团被国家市场监督管理总局以涉嫌垄断为由罚款182.28亿人民币元。[27]
- 北爱尔兰警方表示当天深夜的暴动造成贝尔法斯特和科尔雷因等地14名警察受伤，1辆警车被撞。3名14岁青少年被捕。[28]
- 吉布地長期領導人伊斯梅爾·奧馬爾·蓋萊在2021年總統選舉中勝出，贏得第五個任期[29]。
- 印度尼西亚发生里氏6.1级地震，造成6人死亡[30]。

## 4月11日
- 2021年貝寧總統選舉進行投票。[31]
- 2021年乍得總統選舉進行投票，伊德里斯·代比赢得第6个任期；然而选举结果迅速引发乍得北部叛乱。[32]
- 2021年厄瓜多爾總統選舉進行第二輪投票。[33]
- 2021年秘魯大選進行投票。[34]
- 伊朗在纳坦兹的核設施發生電力故障，伊朗官員認為是蓄意破壞造成。[35]
- 華人導演趙婷執導的美國電影在第74屆英國電影學院獎贏得最佳影片等獎項[36]。

## 4月12日
- 厄瓜多保守派前銀行家吉列爾莫·拉索在2021年大選中當選新任厄瓜多總統[37]。

## 4月13日
- 貝寧全國獨立選舉委員會宣佈，現任貝寧總統帕特里斯·塔隆在2021年總統選舉初步贏得超過86%的選票，成功連任[38]。
- 索馬里總統穆罕默德·阿卜杜拉·穆罕默德簽署一項法律，延長自己的總統任期2年。[39]

## 4月15日
- 巴西最高法院多數大法官確認廢止對前總統盧拉·達席爾瓦涉嫌賄賂判決的決定[40]。

## 4月16日
- 美國總統喬·拜登在白宮接見日本首相菅義偉，是拜登上任以來首位面對面會晤的外國領導人。為應對來自中國和朝鮮的威脅，兩國同意重新確立「美日印太統一戰線」，打造「自由開放的印太地區未來」[41]。
- 反对军政府的缅甸联邦议会代表委员会宣布成立民族团结政府。[42]
- 古巴共產黨中央委員會第一書記宣布不再接受繼續擔任黨內最高領導職務的提議[43]。

## 4月17日
- 英國溫莎城堡相鄰的皇家禮拜堂舉行愛丁堡公爵菲利普親王的葬禮[44]。
- 捷克指控俄羅斯情報部門策劃2014年捷克军火库爆炸事件，並驅逐18名俄羅斯外交官，限令他們於72小時內離境[45][46]。

## 4月18日
- 2021年佛得角國民議會選舉（英语：2021 Cape Verdean parliamentary election）進行投票。[47]
- 在以色列的2019冠狀病毒病新增病例大減後，以色列政府從本日起不再強制民眾在室外戴口罩。[48][49]
- 香港发现变种病毒N501Y后，宣布從4月20日起停飞所有来自印度、菲律宾及巴基斯坦的航班，為期2星期[50]。
- 在台灣當地時間十點左右，於台灣花蓮及周邊地區發生芮氏約5.8級和6.2級的強烈地震[51]。
- AC米兰、阿森纳、马德里竞技、切尔西、巴塞罗那、国际米兰、尤文图斯、利物浦、曼城、曼联、皇家马德里和曼联等12家欧洲足球俱乐部宣布组建欧洲超级联赛。[52]然而两天后英超六大豪门纷纷退出，计划停摆。[53]

## 4月19日
- 古巴共产党第八次全国代表大会闭幕，古巴国家主席米格尔·迪亚斯-卡内尔接替劳尔·卡斯特罗出任古共中央第一书记，结束卡斯特罗兄弟自1959年古巴革命以来62年的统治[54]。
- 美国国家航空航天局的机智号無人直升機在火星首飛成功，實現了人類飛行器在地球以外天體的首次受控飛行[55]。
- 美国第42任副总统、民主党1984年美国总统选举候选人沃尔特·蒙代尔于2021年4月19日在明尼阿波利斯去世，享年93岁。[56]

## 4月20日
- 乍得軍方宣佈總統伊德里斯·代比在对抗叛军的戰場上逝世。總統職權由代比的37歲兒子穆罕默德·伊德利斯·代比將軍領導的一個軍事委員會接管。[57]
- 前明尼阿波利斯警察局（英语：Minneapolis Police Department）警察德里克·肖万被裁定谋杀黑人男子乔治·弗洛伊德罪名成立，刑期将在八个星期内公布。[58]
- 毅力号火星探测器成功將取自火星大氣的二氧化碳轉化成氧，這是地球以外天體上的首次人工製氧。[59]

## 4月21日
- 印尼軍方表示海軍載有53人的南伽拉号潜艇在峇里海失聯。[60][61]
- 澳洲政府以不符合外交政策為由，取消維多利亞州和中國簽署的「一帶一路」合作協議。[62]
- 巴基斯坦奎达塞雷纳酒店停车场发生汽车炸弹袭击，4人死亡，11人受伤。[63]中国驻巴基斯坦大使农融率领的四人访问团入住该酒店，但事发时他不在酒店，据传袭击目标有可能是访问团。[64]

## 4月22日
- 英国下议院通过一项认定新疆存在维吾尔族种族灭绝的无约束力议案。[65]
- 由美国主办的各国领导人气候峰会一连两天在线上举行，40国元首与会。[66]
- 美国众议院以216票同意、208票反对的票数通过将华盛顿哥伦比亚特区列为美国第51州的法案。[67]

## 4月23日
- 美國太空公司SpaceX的成功發射升空，這也是其首度重複使用火箭與太空船[68]。
- 法國朗布依埃一間警局的一名女性員工在警局入口處被一名男子用刀襲擊致死，兇徒被在場警察開槍擊斃。據報兇徒在突尼斯出生，在行兇時曾喊「真主至大」。[69]
- 俄罗斯反对派领袖阿列克谢·纳瓦利内宣布结束长达三个星期的绝食抗议。[70]

## 4月24日
- 印度新冠疫情形势急剧恶化，单日新增约34万病例，总确诊病例数达1660万例，连续三天突破单日纪录。[71]
- 伊拉克首都巴格达一間收治新冠疫情病人的医院发生氧气瓶爆炸，引發火災，造成至少82人死亡，110人受伤。[72]
- 美國總統喬·拜登在亞美尼亞大屠殺紀念日發出聲明，紀念奧斯曼時代亚美尼亚种族灭绝的死難者，聲明提及由1915年4月24日開始，有150萬亞美尼亞人「在滅絕行動中被驅逐、屠殺，或在押送時死亡」。這是首次有美國總統在聲明中正式承認奧斯曼帝國對亞美尼亞人的屠殺是种族灭绝。[73][74]
- 中国国家航天局在中国航天日活动上宣布中国火星探测任务火星探测车定名为“祝融号”，取自中国上古神话中的火神祝融。[75]
- 中国人民解放军海军的首艘两栖攻击舰，075型两栖攻击舰首舰，海南号两栖攻击舰正式加入现役序列[76]。

## 4月25日
- 2021年阿爾巴尼亞議會選舉進行投票。[77]
- 亞美尼亞總理尼科尔·帕希尼扬宣佈辭職。[78]
- 第93屆奧斯卡金像獎頒獎典禮在美國舉行，《无依之地》获最佳影片、最佳导演和最佳女主角三项大奖，成为当晚最大赢家。[79]
- 印尼当局正式确认海军南伽拉号潜艇沉没，53名船员全部罹难。失事舰艇被发现时已解体为三段。[80]

## 4月26日
- 美国人口普查局公布2020年美國人口普查的各州人口数据，显示德克萨斯州将增加两个众议院席位，佛罗里达州、北卡罗来纳州、科罗拉多州、蒙大拿州和俄勒冈州将各增加一席，而纽约州、加利福尼亚州、伊利诺伊州、密歇根州、俄亥俄州、宾夕法尼亚州和西弗吉尼亚州的眾議院席位將減少。[81]

## 4月27日
- 阿爾巴尼亞總理埃迪·拉馬領導的社會黨在2021年議會選舉中贏得多數席次，並獲得獨立組閣機會[82]。

## 4月28日
- 印度標準時間7:51，印度阿萨姆邦索尼特普县发生里氏6.4级地震。
- 曾执行过阿波罗11号任务的美国宇航员迈克尔·科林斯去世，享年90岁。[83]

## 4月29日
- 中国空间站天和核心舱从海南文昌航天发射场成功发射升空。[84]
- 和兩國的武裝人員在邊境交火，截至4月30日吉爾吉斯有31人喪生，超過150人受傷，塔吉克斯坦據報有10人喪生，約90人受傷。此次衝突源於一起水資源爭端。[85]

## 4月30日
- 大批以色列民眾凌晨在莫蘭山慶祝篝火节時發生踩踏事故，造成至少44人喪生。[86]
- 三篇研究論文發表於《科學》期刊，提出許多噬菌體DNA中的腺嘌呤（A）完全被2,6-二氨基嘌呤（Z）取代，並提出合成、添加此鹼基的蛋白質[87]。